# Декабристы
Декабри́сты — участники российского антиправительственного движения, члены различных тайных обществ второй половины 1810-х — первой половины 1820-х годов, организовавшие восстание на Сенатской площади в Петербурге14 (26) декабря 1825 года и получившие название по месяцу восстания.
Начиная со второй половины 1810-х годов часть представителей русской знати и дворян считала самодержавие и крепостное право губительными для дальнейшего развития страны. В их среде существовала система взглядов, реализация которых должна была изменить устои российской жизни. Формированию идеологии будущих декабристов способствовали:
- знакомство многих офицеров, участвовавших в Заграничном походе русской армии для разгрома Наполеона, с политической и общественной жизнью в государствах западной Европы;
- влияние работ западных писателей эпохи Просвещения: Вольтера, Руссо, Монтескьё, Вейсса;
- несогласие с политикой правительства императора Александра I.

Идеология декабристов не была единой, но в основном была направлена против самодержавия и крепостного права. При этом Декабрьское движение было тесно связано с польскими тайными обществами, с которыми с 1824 года имело соглашение о совместном восстании.

## История движения

### «Орден русских рыцарей» (1814—1817)
В 1814 году в Москве М. Ф. Орловым и М. А. Дмитриевым-Мамоновым была создана тайная организация «Орден русских рыцарей». Она ставила своей целью учреждение в России конституционной монархии.

### «Союз спасения» (1816—1817)
В марте 1816 года гвардейские офицеры (А. Н. Муравьёв и Н. М. Муравьёв, капитан И. Д. Якушкин, М. И. Муравьёв-Апостол и С. И. Муравьёв-Апостол, князь С. П. Трубецкой) образовали политическое тайное общество «Союз спасения» (с 1817 года «Общество истинных и верных сынов отечества»). В него входили также князь И. А. Долгоруков, майор М. С. Лунин, полковник Ф. Н. Глинка, адъютант графа П. Х. Витгенштейна (главнокомандующего 2-й армией) П. И. Пестель и другие.
Устав общества («Статут») был составлен в 1817 году. В нём выражена цель его: трудиться всеми силами на пользу общую, поддерживать все благие меры правительства и полезные частные предприятия, препятствовать всякому злу и искоренять социальные пороки, обличая косность и невежество народа, несправедливый суд, злоупотребления чиновников и бесчестные поступки частных лиц, лихоимство и казнокрадство, жестокое обращение с солдатами, неуважение к человеческому достоинству и несоблюдения прав личности, засилье иностранцев. Сами члены общества обязывались вести себя и поступать во всех отношениях так, чтобы не заслужить ни малейшей укоризны. Скрытую цель общества составляло введение в России представительного правления.
Во главе «Союза спасения» стоял Верховный собор из «бояр» (учредителей). Остальные участники делились на «мужей» и «братьев», которых предполагалось сгруппировать по «округам» и «управам». Однако этому помешала малочисленность общества, насчитывавшего не более тридцати членов.
Предложение И. Д. Якушкина осуществить цареубийство во время пребывания императорского двора в Москве вызвало осенью 1817 года разногласия среди членов организации. Большинство отвергло эту идею. Было решено, распустив общество, создать на его основе более многочисленную организацию, которая могла бы повлиять на общественное мнение.

### «Союз благоденствия» (1818—1821)
В январе 1818 года был образован «Союз благоденствия». О существовании этой формально тайной организации было достаточно широко известно. В её рядах насчитывалось около двухсот человек (мужчины старше 18 лет). «Союз благоденствия» возглавлялся Коренной управой (30 учредителей) и Думой (6 человек). Им подчинялись «деловые управы» и «побочные управы» в Петербурге, Москве, Тульчине, Василькове, Полтаве, Тамбове, Нижнем Новгороде, Кишинёве; их насчитывалось до 15.
Целью «Союза благоденствия» провозглашалось распространение «истинных правил нравственности и просвещения», помощь правительству в благих начинаниях и смягчение участи крепостных. Скрытая цель была известна лишь членам Коренной управы; она заключалась в установлении конституционного правления и ликвидации крепостничества. «Союз благоденствия» стремился к широкому распространению либеральных и гуманистических идей. Для этого использовались литературные и литературно-просветительские общества («Зелёная лампа», «Вольное общество любителей российской словесности», «правовые государственные учреждения училищ по методе взаимного обучения» и другие), периодические и другие издания.
На совещании в Петербурге в январе 1820 года при обсуждении будущей формы правления все участники высказались за установление республики. Вместе с тем были отвергнуты идея цареубийства и идея о временном правительстве с диктаторскими полномочиями (предложена П. И. Пестелем).
Устав общества, так называемая «Зелёная книга» (точнее её первая, легальная часть, предоставленная А. И. Чернышёвым) был известен самому императору Александру I, который давал его читать цесаревичу Константину Павловичу. Сначала государь не признавал в этом обществе политического значения. Но взгляд его изменился после известий о революциях 1820 года в Испании, в Королевстве обеих Сицилий, в Португалии и бунта Семёновского полка (1820).
Позже, 24 мая (5 июня) 1821 года, император Александр, выслушав доклад командира гвардейского корпуса, генерал-адъютанта И. В. Васильчикова, сказал ему: «Любезный Васильчиков! Вы, который служите мне с самого начала моего царствования, вы знаете, что я разделял и поощрял все эти мечты и эти заблуждения (vous savez que j’ai partagé et encouragé ces illusions et ces erreurs), — и после долгого молчания прибавил: — не мне подобает быть строгим (ce n’est pas a moi à sévir)». Записка генерал-адъютанта А. Х. Бенкендорфа, в которой сведения о тайных обществах изложены были с возможной полнотой и с наименованием главнейших деятелей, также осталась без последствий; после смерти императора Александра она была найдена в кабинете его в Царском Селе. Приняты были только некоторые меры предосторожности: в 1821 году сделано распоряжение об устройстве военной полиции при гвардейском корпусе; 1 августа 1822 года последовало высочайшее повеление о закрытии масонских лож и вообще тайных обществ, под какими бы наименованиями они ни существовали. Вместе с тем от всех служащих, военных и гражданских, отобрана была подписка о непринадлежности их к тайным обществам.
В январе 1821 года в Москве был созван съезд депутатов от разных отделов «Союза благоденствия» (из Петербурга, из 2-й армии, также несколько человек, живших в Москве). На нём из-за обострившихся разногласий и принятых властями мер было решено распустить общество. В действительности предполагалось общество закрыть временно для того, чтобы отсеять и ненадёжных, и слишком радикальных его членов, а затем воссоздать его в более узком составе.

### «Южное общество» (1821—1825)
На основе «Союза благоденствия» 1821 года возникли сразу две крупные революционные организации: Южное общество в Киеве и Северное общество в Петербурге. Более революционное и решительное Южное общество возглавил П. И. Пестель, Северное, чьи установки считались более умеренными, — Н. М. Муравьёв.
В марте 1821 года по инициативе П. И. Пестеля Тульчинская управа «Союза благоденствия» восстановила тайное общество под названием «Союз Благоденствия». Структура общества повторяла структуру «Союза спасения». В общество привлекались исключительно офицеры, и в нём соблюдалась строгая дисциплина. Предполагалось установить республиканский строй путём цареубийства[прояснить] и «военной революции», то есть военного переворота. Политической программой Южного общества стала «Русская правда» Пестеля, принятая на съезде в Киеве в 1823 году.
Южное общество признало опорой движения армию, считая её решающей силой революционного переворота. Члены общества намеревались взять власть в столице, вынудив императора отречься[прояснить]. Новая тактика Общества потребовала организационных преобразований: в него принимались только военные, связанные преимущественно с регулярными частями армии; ужесточалась дисциплина внутри Общества; от всех членов требовалось безоговорочное подчинение руководящему центру — Директории.
Возглавлялось общество Коренной думой (председатель П. И. Пестель, блюститель А. П. Юшневский). К 1823 году в составе общества находилось три управы — Тульчинская (под руководством П. И. Пестеля и А. П. Юшневского), Васильковская (под руководством С. И. Муравьёва-Апостола и М. П. Бестужева-Рюмина) и Каменская (под руководством В. Л. Давыдова и С. Г. Волконского). Во 2-й армии независимо от деятельности Васильковской управы возникло ещё одно общество — «Славянский союз», более известное как «Общество соединённых славян». Оно возникло в 1823 году в среде армейских офицеров и насчитывало 52 члена, выступало за демократическую федерацию всех славянских народов. Оформившееся окончательно в начале 1825 года, оно уже летом 1825 года примкнуло к Южному обществу в качестве Славянской управы (в основном, стараниями М. Бестужева-Рюмина). Между членами этого общества было много предприимчивых людей и противников правила не спешить. Сергей Муравьёв-Апостол называл их «цепными бешеными собаками».
Оставалось до начала решительных действий войти в сношение с польскими тайными обществами. Переговоры с представителем польского Патриотического общества (иначе Патриотического союза) князем Яблоновским вёл лично Пестель. Целью переговоров ставилось признать независимость Польши и передать ей от России провинции Литву, Подолию и Волынь, а также присоединение к Польше Малороссии.
Велись также переговоры с Северным обществом декабристов о совместных действиях. Соглашению об объединении препятствовали радикализм и диктаторские амбиции лидера «южан» Пестеля, которых опасались «северяне».
В то время, как Южное общество готовилось к решительным действиям в 1826 году, замыслы его были открыты правительству. Ещё до выезда императора Александра I в Таганрог, летом 1825 года, графом Аракчеевым были получены сведения о заговоре, посланные унтер-офицером 3-го Бугского уланского полка И. В. Шервудом (которому впоследствии император Николай даровал фамилию Шервуд-Верный). Он был вызван в Грузино и лично доложил Александру I все подробности заговора. Выслушав его, государь сказал Аракчееву: «Отпусти его к месту и дай ему все средства к открытию злоумышленников». 25 ноября (7 декабря) 1825 года А. И. Майборода, капитан Вятского пехотного полка, которым командовал полковник Пестель, сообщил в письме разоблачительные сведения о тайных обществах. В разоблачении планов общества также участвовал А. К. Бошняк, служивший чиновником при начальнике Южных военных поселений графе И. О. Випе.
Ещё ранее, в 1822 году, в Кишинёве был арестован член «Союза благоденствия» офицер В. Ф. Раевский.

### «Северное общество» (1822—1825)
Северное общество образовалось в Петербурге в 1822 году из двух декабристских групп во главе с Н. М. Муравьёвым и Н. И. Тургеневым. Его составили несколько управ в Петербурге (в гвардейских полках) и одна в Москве. Руководящим органом являлась Верховная дума из трёх человек (первоначально Н. М. Муравьёв, Н. И. Тургенев и Е. П. Оболенский, позже — С. П. Трубецкой, К. Ф. Рылеев и А. А. Бестужев-Марлинский).
Программным документом «северян» была Конституция Н. М. Муравьёва. Северное общество по целям было умереннее Южного, однако влиятельное радикальное крыло (К. Ф. Рылеев, А. А. Бестужев, Е. П. Оболенский, И. И. Пущин) разделяло положения «Русской правды» П. И. Пестеля.
Краевед Якутии Н. С. Щукин в очерке «Александр Бестужев в Якутске» приводит высказывание последнего: «…целью нашего заговора было изменение правительства, одни желали республику по образу США; другие конституционного царя, как в Англии; третьи желали, сами не зная чего, но пропагандировали чужие мысли. Этих людей мы называли руками, солдатами и принимали их в общество только для числа. Главою петербургского заговора был Рылеев».
Академик Н. М. Дружинин в книге «Декабрист Никита Муравьёв» указывает на существующие в Северном обществе разногласия между Н. Муравьёвым и К. Рылеевым и говорит о возникновении в Северном обществе боевого течения, группировавшегося вокруг Рылеева. О политических взглядах участников этого течения Н. М. Дружинин пишет, что оно «стоит на иных социально-политических позициях, чем Никита Муравьёв. Это, прежде всего — убеждённые республиканцы»
.
Академик М. В. Нечкина говорит о наличии «рылеевской группы» и делает следующий вывод: «Группа Рылеева-Бестужева — Оболенского и вынесла на себе восстание 14 декабря: она явилась тем коллективом людей, без деятельности которого выступления на Сенатской площади просто не произошло бы…»
В 1823—1825 годах К. Ф. Рылеевым и А. А. Бестужевым были изданы три выпуска литературного альманаха «Полярная звезда», в которых содержались некоторые революционные призывы и идеи (к примеру в «Исповеди Наливайки» авторства Рылеева), из-за чего возникали проблемы с цензурой. В альманахе публиковались небольшие произведения А. С. Пушкина, Е. А. Баратынского, Ф. Н. Глинки, И. А. Крылова, А. С. Грибоедова, А. С. Хомякова, П. А. Плетнёва, Сенковского, В. А. Жуковского и других. Многие из авторов так или иначе были связаны с декабристами. Вопрос о роли в деятельности Северного общества А. С. Грибоедова и А. С. Пушкина, тесно общавшихся с его руководителями и пользовавшихся большим авторитетом среди вольнодумцев, до сих пор вызывает дискуссии в научных кругах.

### «Практический союз» (1825)
В начале 1825 года в Москве И. И. Пущиным в целях содействия освобождению от крепостной зависимости дворовых людей была создана тайная организация «Практический союз». В показании от 11 (23) января 1826 года, он заявил, что основал он эту организацию, желая хотя бы несколько содействовать к общему благу в духе Союза благоденствия; «обязанность члена состояла в том, чтоб непременно не иметь при своей услуге крепостных людей…». Целью союза было «личное освобождение дворовых людей». Следственному комитету он заявил, что он «не найдёт ничего предосудительного в цели сего союза, покровительствуемой некоторыми узаконениями в царствование покойного императора».
Оформление организации, по показаниям С. Н. Кашкина, произошло в марте 1825 года на квартире у И. Н. Горсткина. В Практический союз вошли все члены Московской управы: И. И. Пущин, С. Н. Кашкин, А. А. Тучков, И. Н. Горсткин, М. М. Нарышкин, А. А. Семёнов. В дальнейшем его начальный состав расширился; в него вошли несколько лиц, не принадлежавших к членам управы, но связанных с ними дружбой: В. П. Зубков, Б. К. Данзас и другие.

## Программные документы
Составленные декабристами программные документы выявляют глубокие идейные противоречия в их среде. Общее заключалось только в сохранении принципа помещичьего землевладения. Таким образом, не очень понятно, какая именно программа стала бы осуществляться в случае успеха движения.

### Конституция Н. М. Муравьёва
Проект конституции Северного общества предусматривал образование Российской федерации в составе 14 держав и 2 областей. Другая идея: преобразование страны в конституционную монархию, при которой практически любые назначения подлежали утверждению со стороны парламента. Предполагалась также отмена крепостного права на условиях наделения крестьян землёй из расчёта 2 десятин на двор (в то же время для прокорма крестьянской семьи требовалось 4 десятины), то есть закреплялось крупное помещичье землевладение.

### «Русская правда» П. И. Пестеля
Документ П. И. Пестеля самым коренным образом отличается от программных установок Северного общества. Во-первых, Пестель видел Россию единой и неделимой с сильной централизованной властью. Во-вторых, страна должна была стать республикой. В-третьих, полковник считал, что предназначавшуюся для крестьян землю не следует разделять по дворам, а необходимо оставить в общинной собственности.

### «Манифест к русскому народу» С. П. Трубецкого
Однако восстание на Сенатской площади проходило под третьим программным документом, который был составлен прямо накануне. Цель восстания состояла в том, чтобы Сенат утвердил этот документ, названный «Манифестом к русскому народу».
Уничтоженную после восстания вводную часть манифеста отдельно друг от друга составляли барон В. И. Штейнгель и Н. А. Бестужев, основную часть — совместно С. П. Трубецкой и К. Ф. Рылеев. Единого экземпляра манифеста сделано не было.
Согласно манифесту, Сенат должен был объявить ряд свобод (в том числе отменить крепостное право, при этом вопрос о наделении крестьян землёй не ставился), отменить подушную подать, отправить в отставку «всех без изъятия нижних чинов, прослуживших 15 лет», после чего передать высшую власть временной диктатуре («правлению») в составе 4—5 человек.
Диктаторы должны были разработать порядок выборов в представительный орган с функциями учредительного собрания. Не дожидаясь созыва упомянутого представительного органа, диктаторам следовало образовать органы местного самоуправления от волостного до губернского уровня вместо прежних чиновников, создать «внутреннюю народную стражу» вместо полиции, образовать суды присяжных и распустить постоянную армию.

## Восстание

### Восстание на Сенатской площади
Среди этих тревожных обстоятельств стали обнаруживаться всё яснее нити заговора, покрывшего, как сетью, почти всю Российскую империю. Генерал-адъютант барон И. И. Дибич, как начальник Главного штаба, принял на себя исполнение необходимых распоряжений; он отправил в Тульчин генерал-адъютанта Чернышёва для ареста главнейших деятелей Южного общества. Между тем в Петербурге члены Северного общества решились воспользоваться междуцарствием для достижения своей цели водворения республики при помощи военного мятежа.
Отречение от престола цесаревича Константина и новая присяга при восшествии на престол императора Николая признаны были заговорщиками удобным случаем для открытого восстания. Чтобы избежать разномыслия, постоянно замедлявшего действия общества, Рылеев, князь Оболенский, Александр Бестужев и другие назначили князя Трубецкого диктатором. План Трубецкого, составленный им совместно с Батенковым, состоял в том, чтобы внушить гвардии сомнение в отречении царевича и вести первый отказавшийся от присяги полк к другому полку, увлекая постепенно за собой войска, а потом, собрав их вместе, объявить солдатам, будто бы есть завещание почившего императора — убавить срок службы нижним чинам и что надобно требовать, чтобы завещание это было исполнено, но на одни слова не полагаться, а утвердиться крепко и не расходиться. Таким образом, мятежники были убеждены, что если солдатам честно рассказать о целях восстания, то их никто не поддержит. Трубецкой был уверен, что полки на полки не пойдут, что в России не может возгореться междоусобие и что сам государь не захочет кровопролития и согласится отказаться от самодержавной власти.
14 (26) декабря 1825 началось восстание, которое было в тот же день подавлено (расстреляно картечью). По данным чиновника по особым поручениям МВД С. Н. Корсакова, в этот день погибло 1271 человек.

### Восстание Черниговского полка
На юге дело также не обошлось без вооружённого восстания. Шесть рот Черниговского полка освободили арестованного Сергея Муравьёва-Апостола, который выступил с ними в Белую Церковь; но 3 (15) января 1826 года были настигнуты отрядом гусар с конной артиллерией. Муравьёв приказал идти на них без выстрела, надеясь на переход правительственных войск на сторону восставших, но этого не случилось. Артиллерия дала залп картечью, в рядах Черниговского полка возникло замешательство, и солдаты сложили оружие. Раненый Муравьёв был арестован.

## Суд и наказание
Суд над декабристами был самым строгим. Указом 17 (29) декабря 1825 года учреждена была Комиссия для изысканий о злоумышленных обществах под председательством военного министра А. И. Татищева. 30 мая (11 июня) 1826 года следственная комиссия представила императору Николаю всеподданнейший доклад, составленный Д. Н. Блудовым. Манифестом 1 (13) июня 1826 года учреждён Верховный уголовный суд из трёх государственных сословий: Государственного совета, Сената и Синода, с присоединением к ним «нескольких особ из высших воинских и гражданских чиновников». Всего к следствию было привлечено 579 человек.
В состав Верховного уголовного суда были включены Н. С. Мордвинов и М. М. Сперанский — именно те высокопоставленные чиновники, которых подозревали в закулисной режиссуре неудавшегося мятежа. Николай I через А. Х. Бенкендорфа, минуя Следственный комитет, пытался выяснить, был ли связан Сперанский с декабристами. А. Д. Боровков в своих записках свидетельствовал о том, что расследовался вопрос о причастности к планам декабристов Сперанского, Мордвинова, А. П. Ермолова и П. Д. Киселёва, однако затем материалы этого расследования были уничтожены.
Суду были преданы: из Северного общества — 61 чел., Южного общества — 37 чел., Соединённых славян — 23 чел. многие из которых были вообще посторонними людьми. Суд установил одиннадцать разрядов, поставив вне разрядов пять человек, и приговорил: на смертную казнь — пятерых четвертованием, 31 — отсечением головы, 17 — к политической смерти, 16 — к пожизненной ссылке на каторжные работы, 5 — к ссылке на каторжные работы на 10 лет, 15 — к ссылке на каторжные работы на 6 лет, 15 — к ссылке на поселение, 3 — к лишению чинов, дворянства и к ссылке в Сибирь, 1 — к лишению чинов и дворянства и разжалованию в солдаты до выслуги, 8 — к лишению чинов с разжалованием в солдаты с выслугой.
Император Николай I указом от 10 (22) июля 1826 года смягчил приговор почти по всем разрядам; только в отношении пяти приговорённых, поставленных вне разрядов, приговор суда был подтверждён (Пестель, Рылеев, С. И. Муравьёв-Апостол, Бестужев-Рюмин и Каховский). Суд вместо мучительной смертной казни четвертованием приговорил их повесить, «сообразуясь с Высокомонаршим милосердием, в сём самом деле явленным смягчением казней и наказаний, прочим преступникам определённых».
В Варшаве Следственный комитет для открытия тайных обществ начал действовать 7 (19) февраля 1826 года и представил своё донесение цесаревичу Константину Павловичу 22 декабря 1826 (3 января 1827) года. Только после этого начался суд, который действовал на основании Конституционной хартии Царства Польского и отнёсся к подсудимым с большим снисхождением.
Около 120 членов тайных обществ подверглись внесудебным репрессиям (заточение в крепость, разжалование, перевод в действующую армию на Кавказ, передача под надзор полиции). Дела солдат, участвовавших в восстании, разбирали Особые комиссии: 178 прогнали сквозь строй, 23 приговорили к другим видам телесных наказаний; из остальных (около 4 тыс.) сформировали сводный гвардейский полк и послали его на кавказский театр военных действий.
Кроме того, в 1826—1827 годах военными судами на различные сроки каторжных работ и поселение в Сибирь были осуждены члены ряда тайных обществ, которые не были непосредственно связаны с Северным и Южным обществами, но были близки к ним по духу и устремлениям: Астраханского, Оренбургского, Военных друзей.

### Наказания
Приговор Верховного уголовного суда о смертной казни пяти декабристам был исполнен 13 (25) июля 1826 года в кронверке Петропавловской крепости. Там же происходил обряд гражданской казни (лишение гражданских прав) тех, кто был лишён дворянства. Над 15 морскими офицерами этот обряд был совершён на корабле в Кронштадте.
При проведении казни Муравьёв-Апостол, Каховский и Рылеев сорвались с петли и были повешены вторично. Существует ошибочное мнение, что это противоречило традиции недопустимости вторичного приведения в исполнение смертной казни. Но в статье 204 Артикула воинского было указано, что следует «осуществлять смертную казнь до наступления конечного результата», то есть до наступления смерти осуждённого. Существовавший до Петра I порядок освобождения осуждённого, сорвавшегося, например, с виселицы, Артикул воинский отменил. С другой стороны, «брак» объяснялся тем, что после казни участников восстания Пугачёва в России на протяжении 50 лет никого не казнили.
В ночь на 21 и 23 июля (4 августа) 1826 года две первые партии декабристов (8 человек), приговорённых к каторге, были увезены из Петропавловской крепости в Сибирь. Почти весь 37-дневный путь до Иркутска они проделали закованными в «ножные железа». По прибытии в Иркутск они были направлены на солеваренный завод в Усолье-Сибирское и винокуренные заводы Александровский и Николаевский. Местное начальство отнеслось к ним с симпатией и, например, Е. П. Оболенский и А. И. Якубович вместо изнурительных работ в соляных варницах были поставлены дровосеками, причём весь «урок» выполнялся за них другими каторжанами.
Однако затем заместитель генерал-губернатора Восточной Сибири Н. Горлов за допущенные послабления по указанию императора был предан суду, а декабристов в октябре 1826 года перевели на Нерчинскую каторгу. Там они работали на Благодатском руднике в тяжёлых условиях. Их положение несколько облегчилось после приезда в Благодатск жён декабристов М. Н. Волконской и Е. И. Трубецкой. Было начато строительство каторжной тюрьмы для декабристов на Акатуйском серебряном руднике, а в ожидании её готовности приговорённых к каторге декабристов с начала 1827 года стали собирать в Читинском остроге. Здесь их использовали главным образом на земляных работах: они копали ров под фундамент возводимой для них тюрьмы и ямы для частокола вокруг неё, а также засыпали глубокий ров, который тянулся вдоль Московско-Сибирского тракта. В зимнее время они на ручных жерновах мололи рожь.
Декабристов и приравненных к ним лиц, дела которых разбирались не Верховным уголовным судом, а военными судами, отправляли в Сибирь пешком по этапу, скованными вместе с уголовниками.
На Зерентуйском руднике, куда 28 февраля (11 марта) 1828 года вместе с партией уголовных преступников были присланы четверо участников восстания Черниговского полка, декабрист И. И. Сухинов разработал план побега и освобождения товарищей из Читинского острога путём восстания. Для этого Сухинов, втайне от товарищей, вступил в тесные отношения с уголовными каторжниками. Но планы заговорщиков были выданы начальнику рудника одним из участников заговора ссыльным А. Казаковым. Восстание каторжан успело начаться лишь в Кличкинском руднике. Николай I, узнав об этих событиях, приказал участников заговора предать военному суду. Сухинова и других активных участников восстания приговорили к расстрелу. Сухинов в ночь перед казнью отвязал ремень, поддерживавший его кандалы, и повесился на нём.
После этого для содержания декабристов был намечен Петровский железоделательный завод. 7 (19) августа 1830 года начался пеший переход декабристов из Читы туда, который закончился лишь 23 сентября. Тюрьма Петровского завода была построена с расчётом на одиночное заключение. Но в связи с просьбами жён декабристов с 1831 года семейным заключённым разрешили жить в домах, выстроенных недалеко от острога. Для взаимопомощи декабристы создали «Большую артель» и «Малую артель». С 1832 года число узников тюрьмы стало заметно уменьшаться в связи с окончанием у многих декабристов срока каторжных работ и переводом их на поселение. К 1840 году декабристская тюрьма полностью опустела.
Декабристов 6-8-го разрядов отправили в ссылку прямо из Петропавловской крепости или после двух-трёх лет каторги. Для поселения им были подобраны самые глухие отдалённые места в Западной и Восточной Сибири (Берёзов, Сургут, Тобольск, Туринск, Нарым, Туруханск, Витим, Якутск и др.) с суровым климатом (см. также статью Декабристы в Бурятии). Большинство сосланных жили в крайней нужде, испытывая голод, нищету.
Николай I дал секретное распоряжение подготовить доклад о семейных обстоятельствах осуждённых декабристов и 28 нуждающихся семей получили поддержку из личных средств Николая I.
М. С. Лунин, живя в селе Урике на поселении, написал ряд острых политических памфлетов. В 1841 году он в связи с этим был арестован и заключён в Акатуйский острог. Там он скончался при невыясненных обстоятельствах в 1845 году.
Многие декабристы в ссылке собирали материалы по истории Сибири, изучали народный быт. Ещё в Чите на средства жён декабристов была устроена небольшая больница, которой пользовались не только ссыльные, но и местные жители. Некоторые ссыльные декабристы обучали грамоте местное население. В Туринске Свердловской области декабристами был разбит парк, сохранившийся до наших дней.
Некоторых осуждённых декабристов, как, например, В. К. Кюхельбекера, Г. С. Батенькова, И. В. Поджио содержали в заключении в Шлиссельбургской крепости и других крепостях.
Около ста семидесяти офицеров, привлечённых по делу декабристов, во внесудебном порядке разжаловали в солдаты и отправили на Кавказ, где шла Кавказская война. Туда же позже отправили несколько ссыльных декабристов. На Кавказе некоторые своим мужеством заслужили производство в офицеры, как М. И. Пущин, а некоторые, как А. А. Бестужев-Марлинский, погибли в бою. Отдельных участников декабристских организаций (как, например, В. Д. Вольховского и И. Г. Бурцева) без разжалования в солдаты перевели в войска, которые приняли участие в русско-персидской войне 1826—1828 годов и русско-турецкой войне 1828—1829 годов. Личное общение и знакомство с идеями декабристов, высланных на Кавказ, послужило образцом для грузинских дворян в их заговоре 1832 года. В середине 1830-х годов вернулись домой чуть более тридцати декабристов, служивших на Кавказе.
26 августа (7 сентября) 1856 года, в день своего коронования, император Александр II помиловал всех декабристов, но многие не дожили до освобождения. Александр Муравьёв, основатель Союза спасения, осуждённый к ссылке в Сибирь, уже в 1828 году был назначен городничим в Иркутск, затем занимал разные ответственные должности, вплоть до губернаторских, участвовал в осуществлении отмены крепостного права в 1861 году.
Одиннадцати жёнам декабристов, находившимся в ссылке вместе со своими мужьями, в Тобольске в 2008 году установлен в сквере близ исторического Завального кладбища памятник жёнам декабристов. В 2011 году установлен также памятник жёнам декабристов в Иркутске в сквере рядом с домом, где жила семья декабриста С. Г. Волконского, в котором в настоящее время действует музей, посвящённый их жизни на поселении в Иркутске.

## В культуре
Декабристы изначально знали, что погибнут. И сознательно принесли себя в жертву. Они проиграли, чтобы выиграть будущее. И они — победили… Они по-русски поцеловались, по-русски перекрестились и по-русски взошли на эшафот. Когда скамейку выбили из-под ног, трое декабристов сорвались. Окровавленный Рылеев сам вернулся на голгофу: „Передайте своему государю, что его мечты сбылись — мы умираем в мучениях… Но за Родину можно умереть и дважды“. Можно… Их подвиг был необыкновенным. Они были первыми. Умные, образованные, благородные. Настоящие военные и поэты. Цвет нации. Те, кто, имея всё, готов был всё потерять ради страны. Ради её народа. А ведь им было что терять, кроме цепей. Цепи были потом. Добровольные. Более сотни декабристов отправили на каторгу. Цвет страны был приговорён. Но не страной…

### Гимнография
В 1826 году в типографии Святейшего Синода было издано «Последование благодарственнаго и молебнаго пения ко Господу Богу, даровавшему свою помощь благочестивейшему государю нашему императору Николаю Павловичу, на исправления крамолы, угрожавшия междоусобием и бедствиями государству Всероссийскому», которое было разослано по епархиям для совершения благодарственных молебнов. В «Последовании» выражалась благодарность Богу за подавление восстания: «Господу и Спасителю нашему исповедание и благодарение нас недостойных рабов своих, яко от неиствующия крамолы, злоумышлявшия на испровержение веры православныя и Престола, и на разорение всего царства Российского, явил есть нам заступление и спасение свое». В конце «Последования» возглашалась вечная память «графу Михаилу и всем воинам, душы своя за Веру, Царя и Отечество положившим».

### В художественной литературе
- Федор Тютчев. «14-е Декабря 1825» («Вас развратило Самовластье…»), 1826.
- Александр Пушкин. Стихотворения «Мой первый друг, мой друг бесценный» (1826) и «Во глубине сибирских руд» (1827) были написаны вскоре после приговора декабристам и переданы в Сибирь с Александрой Муравьёвой. Отсылки к декабристам есть также в неоконченной главе «Евгения Онегина».
- Александр Дюма. «Учитель фехтования». Роман написан по мотивам истории декабриста Ивана Анненкова, вышел в 1840 году, был запрещён в России императором Николаем I.
- Лев Толстой. Неоконченный роман «Декабристы», писался в 1860—1861.
- Николай Некрасов. Поэма «Русские женщины», 1871—1872.
- Дмитрий Мережковский. «14 декабря» (роман третий из трилогии «Царство зверя»), 1918.
- Юрий Тынянов. Роман «Кюхля» (1925), посвящён поэту и декабристу Вильгельму Кюхельбекеру.
- Мария Марич. Роман «Северное сияние», 1926—1931.
- Анри Труайя. Роман «Обманчивый свет», 1935.
- Ольга Форш. Роман «Первенцы свободы», 1950—1953.
- Арнольд Гессен. Роман «Во глубине сибирских руд»,1963.
- Натан Эйдельман. «Апостол Сергей: Повесть о Сергее Муравьёве-Апостоле» (1975), «Большой Жанно: Повесть об Иване Пущине» (1982).
- Вячеслав Пьецух. «Роммат» (1989) — роман-фантастика, с альтернативным развитием событий, приведшем к победе декабристов.
- Лев Вершинин. Повесть «Первый год Республики» (1995). Книга в жанре альтернативной истории, в которой изложил свои представления о развитии событий в случае временной победы Южного общества.
- Виктор Жадько. «Восставшие против императора», 2003.
- Восстание декабристов является главной темой повести Елены Чудиновой «Декабрь без Рождества» (2012). Повесть является третьей книгой историко-приключенческой трилогии о семье Сабуровых (первые две — повести «Ларец» и «Лилея»).
- Олег Мазурин «Убить „Отступника“» (историко-приключенческий роман, альтернативная история), 2012.
- Образование декабристских обществ описано в историческом романе Дмитрия Марущенко «10 лет благоденствия», 2017.
- Сергей Шаповалов. Повесть «Горячий декабрь», 2019.

### В музыке
- Юрий Шапорин. Опера «Декабристы».

### В кинематографе
- Восстание и дальнейшая судьба декабристов изображены в фильмах «Декабристы» (1926, реж. Александр Ивановский) и «Звезда пленительного счастья» (1975, реж. Владимир Мотыль).
- Фильм режиссёра Бараса Халзанова «Нет чужой земли» (1990) посвящён жизни Николая Бестужева в Сибири.
- Фильм режиссёров Григория Козинцева и Леонида Трауберга «С. В. Д.» (1927) посвящён Южному обществу декабристов.
- В конце 2019 года на экраны вышел российский фильм о восстании декабристов — «Союз спасения» (реж. Андрей Кравчук). В 2022 году состоялась премьера расширенной версии фильма — телесериала «Союз Спасения. Время гнева» (реж. Никита Высоцкий, Илья Лебедев).
- 30 октября 2021 г. в сети появилась лекция Андрея Фурсова о декабристах[27]. Из лекции следует, что декабристы хотели совсем не того, что пишут в официальных учебниках. Например, Пестель (глава Южного общества) собирался в случае победы декабристов перебить конкурентов из Северного общества, а себя назначить царем Российской империи.

### Филателия
- К 100-летию восстания декабристов:

```
- Почтовая марка «Декабристы на каторге» (СССР, 1925 г.).
- Почтовая марка «Декабристы на Сенатской площади в Петербурге» (СССР, 1925 г.).
- Почтовая марка «Барельефное изображение пяти казненных декабристов» (СССР, 1925 г.).
```

- К 125-летию восстания декабристов:

```
- Почтовая марка «Портреты казнённых декабристов» (СССР, 1950 г.)
[
28
]
.
```

- К 150-летию восстания декабристов:

```
- Почтовая марка «
Д. Н. Кардовский
. Декабристы на Сенатской площади в Петербурге»
(СССР, 1975 г.).
```

- Почтовая марка «Декабристы на каторге» (СССР, 1925 г.).
- Почтовая марка «Декабристы на Сенатской площади в Петербурге» (СССР, 1925 г.).
- Почтовая марка «Барельефное изображение пяти казненных декабристов» (СССР, 1925 г.).
- Почтовая марка «Портреты казнённых декабристов» (СССР, 1950 г.).
- Почтовая марка «Д. Н. Кардовский. Декабристы на Сенатской площади в Петербурге» (СССР, 1975 г.).

## Увековечение памяти
- В марте 1917 года в Петрограде было учреждено Общество памяти декабристов.
- Памятник на месте казни декабристов на кронверке Петропавловской крепости установлен в 1975 году
- Обелиск казнённым декабристам в саду Декабристов, на предполагаемом месте захоронения руководителей восстания декабристов, заложен в 1926 году, в память столетия казни Декабристов, и установлен в 1940 году.
- В 1920-х годах в Калужской губернии существовала деревня Декабристов.
- Улицы в честь декабристов:
  - в Бийске;
  - в Волгограде: улица Декабристов, улица Пестеля, улица Рылеева;
  - в городе Гай (Оренбургская область): улица Декабристов;
  - в Гусь-Хрустальном: улицы в честь дважды повешенных декабристов Муравьёва-Апостола, Каховского и Рылеева;
  - в Екатеринбурге: улица Декабристов;
  - в Иркутске: улица Декабристов;
  - в Казани: улица Декабристов;
  - в Красноярске: улица Декабристов;
  - в Москве: улица Бестужевых, улица Декабристов, улица Пестеля, проезд Якушкина;
  - в Московской области: улица Декабристов в городах Апрелевка, Коломна, Королёв, Лобня, Ногинск, Серпухов;
  - в Нижней Туре (Свердловская область): улица Декабристов;
  - в Омске: улица Декабристов;
  - в Павлодаре (Казахстан): улица Декабристов, улица Бестужева и Рылеева;
  - в Перми: проспект Декабристов;
  - в Санкт-Петербурге: улица Декабристов, улица Пестеля, улица Рылеева, улица Якубовича, переулок Каховского;
  - в Тамбове: улица Рылеева;
  - в Туринске (Свердловская область): улица Декабристов;
  - в Ульяновске: улица Декабристов, улица Рылеева;
  - в Челябинске: улица Рылеева, улица Пестеля;
  - в Ченстохове;
  - в Новосибирске: улица Декабристов
  - в Ялуторовске: улицы сосланных туда М. И. Муравьёва-Апостола, И. И. Пущина, Е. П. Оболенского и И. Д. Якушкина
  - в Ярославле: улица Декабристов, улица Пестеля, улица Рылеева.
- Именем Пестеля названы улицы в 53 городах и населённых пунктах России[29].
- Площади Декабристов есть в Чите и Иркутске.
- В Санкт-Петербурге есть Парк Декабристов.
- Панно на станции метро Отрадное в Москве.
- В Екатеринбурге есть памятник декабристам; а также на доме, построенном на месте почтовой станции, в которой в 1826—1828 годах останавливались декабристы по пути к месту ссылки (улица Толмачёва, 25), установлена мемориальная доска.
- В городе Туринске Свердловской области существует Дом-музей Декабристов (в доме проживал в ссылке В. П. Ивашев с супругой).
- В Иркутске есть музей Декабристов.
- 26 мая 1983 года в честь декабристов назван астероид (2551) Декабрина, открытый в 1976 году советским астрономом Л. И. Черных.
- В городе Ялуторовске Тюменской области установлен памятник декабристам.